# 페르디난트 라이문트

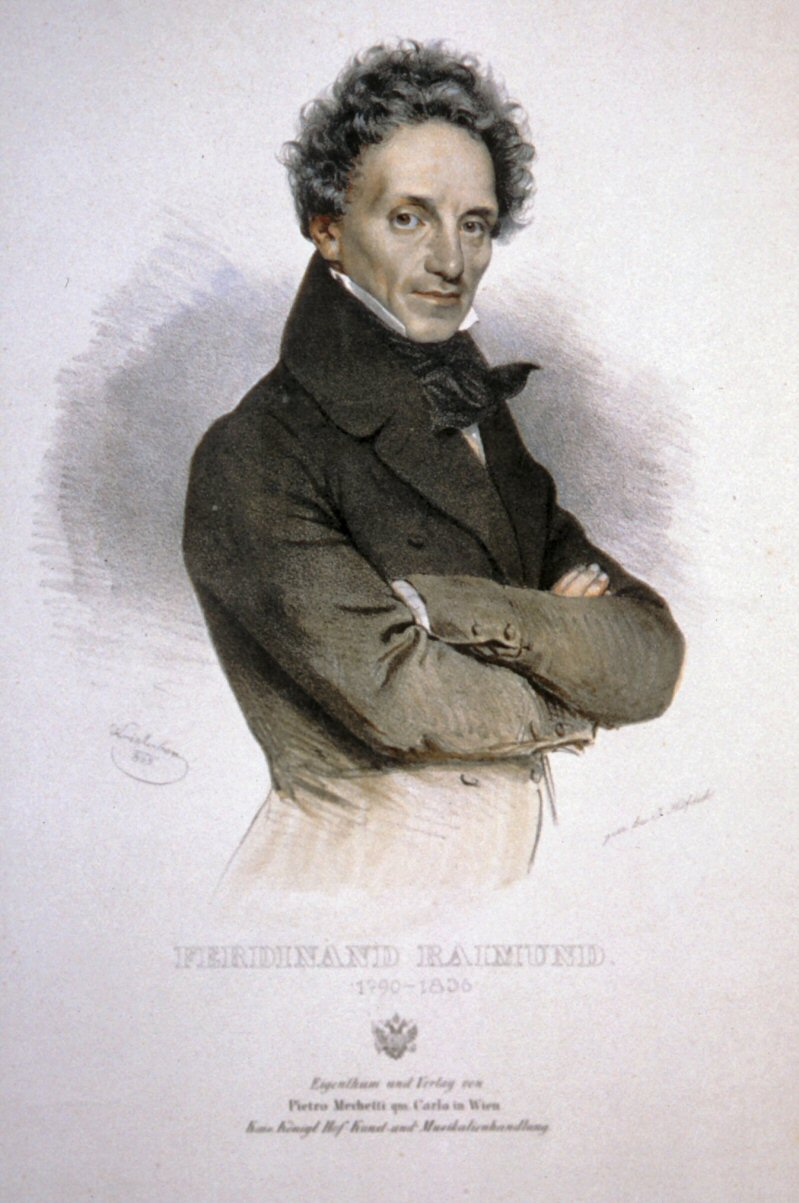
페르디난트 라이문트

페르디난트 라이문트 (Ferdinand Raimund, 1790년 6월 1일 ~ 1836년 9월 5일)은 오스트리아의 극작가다.
황당무계한 역사 대활극이나 코믹 등의 계보에 속하면서도 18세기 말부터 등장한 마술극, 요정극(妖精劇：모차르트의 <마적>도 이와 관련이 있다)을 예술적인 수준으로 높인 사람이 라이문트다. 초차원적(超次元的)인 요정의 세계와 평범한 시민 세계의 교차를 바로크적인 무대전환으로 구사하면서 묘사해 나가는 이 음악희극에는 오스트리아 특유의 2원주의(二元主義)나 비더마이어적 세계관을 강하게 나타내면서도 초험적(超驗的)인 세계와의 관계에 있어서 낭만극이라고 부를 수 있을 것이다.
<백만장자가 된 농부> <알프스왕과 염세주의자> <낭비가> 등은 그가 남긴 이 장르의 걸작이며 <사로잡힌 환상>은 예술 자체를 테마로 한 비유적인 요정극이다.